# Battaglia di Arnemuiden
La battaglia di Arnemuiden si svolse il 23 settembre 1338, durante la guerra dei cent'anni. Vide scontrarsi, nei pressi di Arnemuiden, porto dell'isola di Walcheren nei Paesi Bassi, una numerosa flotta francese comandata dagli ammiragli Hugues Quiéret e Nicolas Béhuchet, con cinque grandi navi inglesi impegnate nel trasporto di un enorme carico di lana destinato alle città fiamminghe, alleate di Edoardo III d'Inghilterra.

## Antefatto
Edoardo III agli esordi del conflitto, per trarre dalla propria parte i fiamminghi, giocò subito la carta dell'embargo al commercio delle lane, di cui l'Inghilterra era in Europa il principale produttore e le Fiandre il principale centro di lavorazione; giungendo in continente nel mese di luglio Edoardo aveva portato con sé 2 500 sacchi di lana grezza, in luogo dei 20 000 promessi: nei mesi successivi diede ordine di mettere insieme il resto della fornitura, e fu su questo ricco carico che i francesi misero casualmente le mani.

## La battaglia
Quiéret, dopo la cattura di Guernsey (affidata al ducato di Normandia), si riunì il 21 settembre con le unità comandate da Béhuchet, più altre squadre di galee, e si diresse sulle coste fiamminghe; qui scoprì, nelle acque di Arnemuiden, cinque magnifiche navi recanti un grosso carico di lana: si trattava dei migliori vascelli della flotta inglese, in particolare la Edgard e la Christopher, l'ammiraglia, allestita per il trasporto del re, ed equipaggiata di tre cannoni in ferro e di una colubrina.
Sopraffatte dal numero e con una parte degli equipaggi a terra, le navi inglesi si difesero con grande valore, in particolare la Christopher agli ordini di John Kingston, che non si arrese se non dopo una giornata di lotta e dopo aver esaurito ogni mezzo di difesa. Circa mille furono i caduti inglesi, poco di meno i francesi. Nell'esasperazione dello scontro i francesi non fecero prigionieri, e gli ultimi difensori della Christopher furono massacrati sotto gli occhi dei due ammiragli, che anche per questo dovettero subire la vendetta inglese due anni dopo alla battaglia di Sluis.
I francesi si impadronirono del ricco carico e condussero le cinque navi a Calais, integrandole nella propria flotta.
Ad Arnemuiden per la prima volta, nella storia dell'Occidente, fu impiegata l'artiglieria in uno scontro navale (anche una delle navi di Béhuchet era armata di colubrine).